# Comets
Singles de Cocoon
Owls Oh My God
Pistes de Where The Oceans End
Sushi Dee Doo
Comets est le premier single de Cocoon extrait de leur deuxième album, Where The Oceans End sorti le 25 octobre 2010.
Réalisé par Julien Reymond, le clip de la chanson a été tourné sur 2 jours à Belle-Ile (20 et 21 juillet 2010) et met en scène Mark et Morgane après le crash de leur avion. Ils découvrent une clé et une carte aux trésors qu'ils décident de suivre, afin de retrouver Yum Yum, la baleine millénaire sur laquelle ils vont voyager.